# Émeraude couronnée
Cynanthus auriceps
Espèce
Statut de conservation UICN

 LC  : Préoccupation mineure
Statut CITES
L'Émeraude couronnée (Cynanthus auriceps) est une espèce de colibris (la famille des Trochilidae).

## Répartition
Cet oiseau est endémique du sud du Mexique.

## Taxinomie
Cette espèce a été séparée de l'Émeraude de Canivet (Sibley et Monroe 1990, 1993) et de l'Émeraude de Cozumel après l'American Ornithologists' Union de 1998.

Carte de répartition de l'espèce